# Tân Mỹ Chánh
Tân Mỹ Chánh là một xã cũ thuộc thành phố Mỹ Tho, tỉnh Tiền Giang cũ, Việt Nam.
Xã có diện tích 9,32 km², dân số là 12.220 người, mật độ dân số đạt 1.312 người/km².